# Tuxpan (Michoacán)

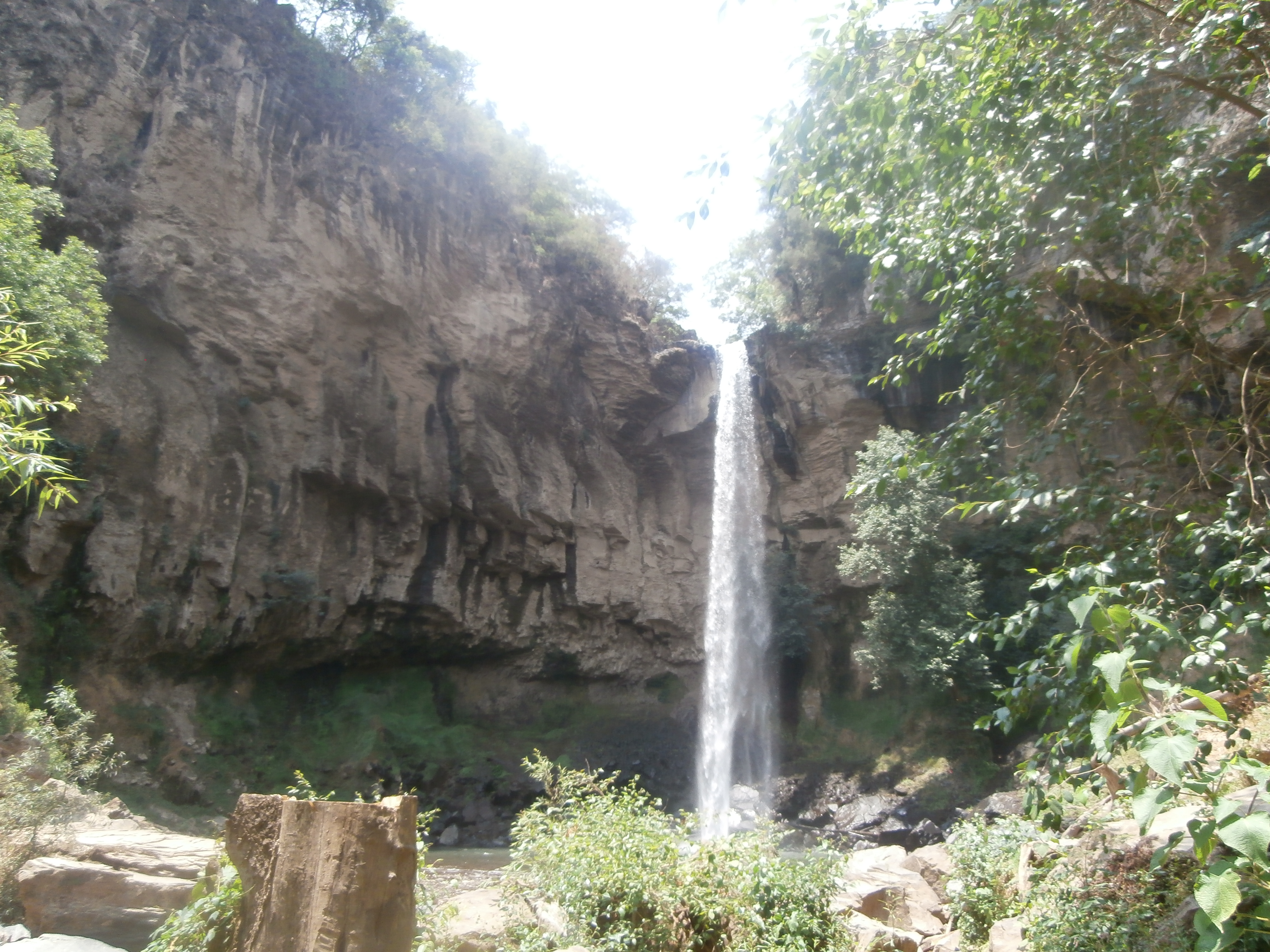

Tuxpan  è una municipalità dello stato di Michoacán, nel Messico centrale, il cui capoluogo è la località omonima.
La municipalità conta 26.026 abitanti (2010) e ha un'estensione di 243,50 km².
Il nome della località significa terra dei geomidi.